# Zootårnet
Zootårnet i København Zoo er et 43,5 meter højt observationstårn af træ er opført 1904-1905 nær Valby Bakkes top på havens højeste punkt 26,5 meter over havets overflade.[kilde mangler] Det er inspireret af Eiffeltårnet i Paris og tegnet af Theodor Andreas Hirth (1862-1925), der især beskæftigede sig med trækonstruktioner. Det blev indviet i 31. maj 1905.
Zootårnet er en af Zoos mest ikoniske bygninger. Der er 182 trappetrin til toppen, hvor der er udsigt over zooen, Københavns tårne og på en klar dag kan man se til Roskilde, Køge og skimte Øresundsbroen. Der var fra starten en elektrisk elevator som blev fjernet i 1981.[kilde mangler]
Tårnet blev bygget og betalt af tømrermester Otto Arboe, mod at haven hvert år skulle afdrage 5000 kroner på købesummen, som var 30.000 kroner. Efter seks år ville haven så få ejendomsretten overdraget. Ved en renovering 1996-1998 blev elevatorskakten erstattet af en stålkonstruktion som stabiliserer tårnet.
Tårnet blev pr. 2005 årligt besøgt af over 40.000 gæster, et tal som stort set havde været konstant siden åbningen i 1905.